# 어진중학교
어진중학교(어진中學校)는 대한민국 세종특별자치시 어진동에 있는 공립 중학교이다.

## 학교 연혁
- 2014년 3월 1일 : 공립 성남중학교 개교
- 2014년 3월 1일 : 2014학년도 6학급 편성 (일반 6)
- 2014년 3월 1일 : 초대 박재현 교장 부임
- 2014년 3월 4일 : 2014학년도 입학식 (입학생 39명)
- 2015년 2월 10일 : 2014학년도 졸업식 (졸업생 69명)
- 2015년 12월 30일 : 어진중학교로 교명 변경
- 2019년 12월 12일 : 세종혁신학교 지정(2020. 3. 1.~2024. 2. 29.)
- 2022년 3월 1일 : 제5대 조선진 교장 부임
- 2023년 1월 3일 : 2022학년도 졸업식(졸업생 143명(남 73명, 여 70명))
- 2023년 1월 26일 : 2023학년도 20학급 편성(일반학급 19, 특수학급 1)
- 2023년 4월 3일 : 2023학년도 입학식(입학생 168명 (남 87명, 여 81명))

## 참고 자료
- 어진중학교 - 한국교육학술정보원 학교알리미